# ساكن الحرج النخلي عريض التخطيط
ساكن الحرج النخلي عريض التخطيط (الاسم العلمي: Bebearia guineensis)، نوع من الفراشات التي تتبع جنس ساكن الحرج وفصيلة الحورائيات. يوجد في نيجيريا والكاميرون وجمهورية الكونغو والجزء الغربي من جمهورية الكونغو الديمقراطية وشمال أنغولا. يألف الغابات.